# Бодлива богомолка
Бодливата богомолка (Pseudocreobotra wahlbergii) е вид насекомо от семейство Hymenopodidae.

## Разпространение и местообитание
Видът е разпространен в Южна и Източна Африка.
В дивата природа живее при дневни температури около 25 – 30 °C, а през нощта се справя с температури не по-ниски от 18 °C. Идеалната влажност на въздуха трябва да е около 60%. Наличието на твърде много влага може да бъде фатална за него, тъй като е особено податлив на гъбични инфекции.

## Описание
Възрастната бодлива богомолка има бодлива структура от долната страна на корема, което ѝ дава името. Цветът е променлив, обикновено светлозелен, но може да бъде оцветена и в жълто, розово или червено. На предните си крила има голямо петно, оцветено в черно, зелено и кремаво, заобиколено от зелени петна. Вътрешните задни крила са оранжеви, а външните задни са прозрачни.
На дължина може да достигне до 38 мм.
На лице е полов диморфизъм – женските имат малки бодли към основата на крилата си и шест до седем сегмента на корема си. Женските също са склонни да имат малко по-къси антени и по-дълги крила. От друга страна, при мъжките липсват бодли в основата на крилата, имат осем коремни сегмента, по-къси крила и по-дълги антени.

## Хранене
Докато е в покой, бодливата богомолка е добре замаскирана и достатъчно добре имитира цвете, което насекомите могат да се опитат да опрашат и по този начин да станат нейна плячка. Храни се най-вече с летящи насекоми (плодови мухи) и паяци.
Тези богомолки имат силни предмишници и голям апетит, поради което могат да се справят с доста по-голяма плячка от тях. Тъй като обаче не са много активен вид, те няма да гонят храната си, ако не успеят да я хванат от първия път. Затова предпочитат да останат напълно неподвижни, маскирани като част от околната среда, в очакване да ударят, когато някое нищо неподозиращо насекомо мине покрай тях.
Както при много други видове богомолки, женските проявяват сексуален канибализъм.